# 兰热
兰热（法語：Lingé，法語發音：[lɛ̃ʒe]）是法国安德尔省的一个市镇，位于该省西部，属于勒布朗区。

## 地理
兰热（46°45'18"N, 1°5'2"E）面积32.66 平方千米，位于法国中央-卢瓦尔河谷大区安德尔省，该省份为法国中部省份，北起卢瓦-谢尔省，西北接安德尔-卢瓦尔省，西南接维埃纳省，南至克勒兹省和上维埃纳省，东临谢尔省。
与兰热接壤的市镇（或旧市镇、城区）包括：杜阿迪克、吕勒伊、马尔蒂宰、罗奈、布雷讷地区圣米歇尔。

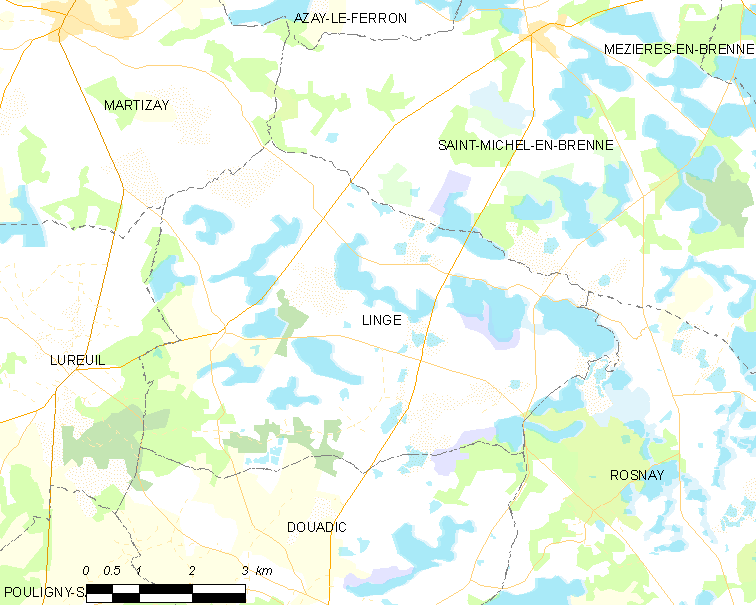
兰热的OSM定位图

兰热的时区为UTC+01:00、UTC+02:00（夏令时）。

## 行政
兰热的邮政编码为36220，INSEE市镇编码为36096。

## 政治
兰热所属的省级选区为勒布朗县。

## 人口

1962-2008年间兰热人口变化图示

兰热于2022年1月1日时的人口数量为203人。